# Potton United FC
Potton United FC is een voetbalclub uit Engeland, die in 1943 is opgericht en afkomstig is uit Potton. De club speelt anno 2021 bij Spartan South Midlands Football League.

## Erelijst
- United Counties League Premier Division (2) : 1986-1987, 1988-1989
- United Counties League Division One (1) : 2003-2004
- United Counties League Knockout Cup (2) : 1972-1973, 2004-2005
- Bedfordshire Intermediate Cup (1) : 1944
- North Beds Charity Cup (1) : 2017-2018

## Records
- Beste prestatie FA Cup : Derde kwalificatieronde, 1974-1975
- Beste prestatie FA Trophy : Derde Kwalificatieronde, 1971-1972 & 1972-1973
- Beste prestatie FA Vase : Vijfde ronde, 1989-1990